# Blaže Ilijoski
Blaže Ilijoski (mazedonisch Блаже Илијоски: * 9. Juli 1984 in Skopje) ist ein mazedonischer ehemaliger Fußballspieler.

## Karriere

### Verein
Ilijoski begann seine Karriere bei Rabotnički Skopje, wo er von 2002 bis 2006 spielte. Er trug 2004/05 und 2005/06 zum Gewinn der Prva Makedonska Liga bei. 2006 folgte dann der Wechsel zu Incheon United. 2007 kehrte er nach Rabotnički Skopje zurück. Er trug 2007/08 zum Gewinn der Prva Makedonska Liga bei. 2009 folgte dann der Wechsel zu FK Metalurg Skopje. Danach spielte er bei Gangwon FC (2010) und FK Metalurg Skopje (2011–2012). Anschließend wechselte er jede Saison den Verein. Immer wieder kam er zu Rabotnički zurück, wo er auch 2019 seine letzte Profistation hatte.

### Nationalmannschaft
Im Jahr 2005 debütierte Ilijoski für die mazedonische Fußballnationalmannschaft. Er hat insgesamt zwölf Länderspiele für Mazedonien bestritten.

## Erfolge
Rabotnički Skopje
- Prva Makedonska Liga: 2004/05, 2005/06, 2007/08, 2013/14

Bangkok Glass
- FA Cup: 2014